# Filip Bradarić
Filip Bradarić, född 11 januari 1992 i Split i Kroatien, är en kroatisk professionell fotbollsspelare som spelar för saudiska Al-Ain, på lån från Cagliari. Han representerar även Kroatiens landslag.